# Make America Great Again
Make America Great Again(메이크 아메리카 그레이트 어게인, 한국어: 미국을 다시 위대하게, MAGA)은 미국의 정치 슬로건으로, 가장 최근에는 도널드 트럼프가 2016년과 2024년 대선 운동 기간 사용하였다.
MAGA는 트럼프의 이념이나 정치적 지지층, 그 지지층 내의 개인이나 그룹을 지칭하는 데에도 사용된다. 이 슬로건은 대중문화 현상이 되어 예술, 엔터테인먼트, 정치 등 광범위하게 사용되었고 수많은 변형을 낳았으며, 트럼프의 대통령직을 지지하는 사람들과 반대하는 사람들 모두에게 사용되었고, 슈퍼팩인 Make America Great Again Inc의 이름으로도 사용되었다.
원래 로널드 레이건이 1980년 대선 운동에서 캠페인 슬로건으로 'Let's Make America Great Again'를 사용한 적이 있었으며, 이후 장전된 문구로 묘사되었다. 이는 미국 예외주의를 상징하며 특정 집단을 배제하는 이상적이거나 낭만화된 미국의 과거를 홍보하는 슬로건으로 설명되어 왔다. 여러 학자, 언론인, 평론가들은 이 슬로건을 인종차별적이라고 부르며 도그 휘슬 정치이자 암호화된 언어로 간주했다.

## 역사

### 로널드 레이건
'Let's make America great again'은 로널드 레이건의 1980년 대선 운동에서 유명하게 사용되었다. 당시 미국은 국내적으로 스태그플레이션으로 특징되는 악화되는 경제에 시달리고 있었다. 레이건은 국가의 경제적 어려움을 캠페인의 발판으로 삼아 이 슬로건을 사용하여 유권자들 사이에서 애국심을 고취시켰다. 1980년 공화당 전당대회에서의 수락 연설에서 레이건은 "일자리 기회가 없는 사람들을 위해, 특히 그들이 사는 도심 지역에서 새로운 기회를 창출할 것"이라며 "희망을 잃은 사람들을 위해, 희망을 되찾아주고 그들을 미국을 다시 위대하게 만들 위대한 국가적 십자군에 환영할 것"이라고 말했다.

### 빌 클린턴
이 문구는 빌 클린턴의 1992년 대선 운동 연설에서도 사용되었다. 클린턴 대통령은 아내 힐러리 클린턴의 2008년 대선 예비선거 운동을 위한 라디오 광고에서도 이 문구를 사용했다.
2016년 미국 대통령 선거에서 힐러리 클린턴이 트럼프와 맞섰던 선거 운동 기간 동안, 클린턴 대통령은 트럼프가 캠페인 구호로 사용한 이 문구가 백인 남부인들에게 "50년 전의 경제를 되돌려주고, 사회적 지위에서 다른 사람들을 끌어내리고 당신들을 다시 올려주겠다"는 메시지를 전달하는 것이라고 시사했다.

## 도널드 트럼프의 사용

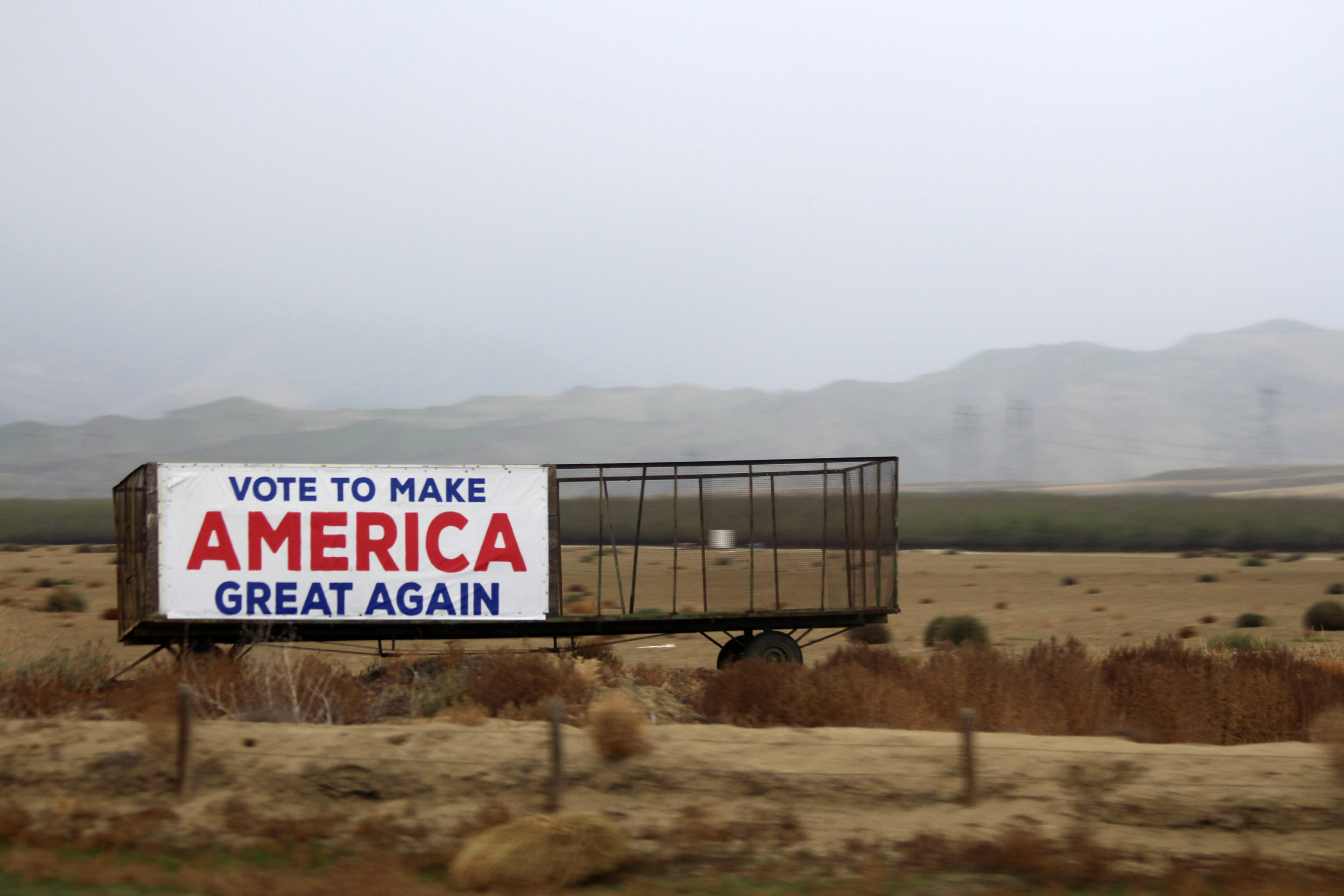
2016년 캘리포니아 도로변에 걸린 'Vote To Make America Great Again'(미국을 다시 위대하게 만들기 위해 투표하세요) 배너

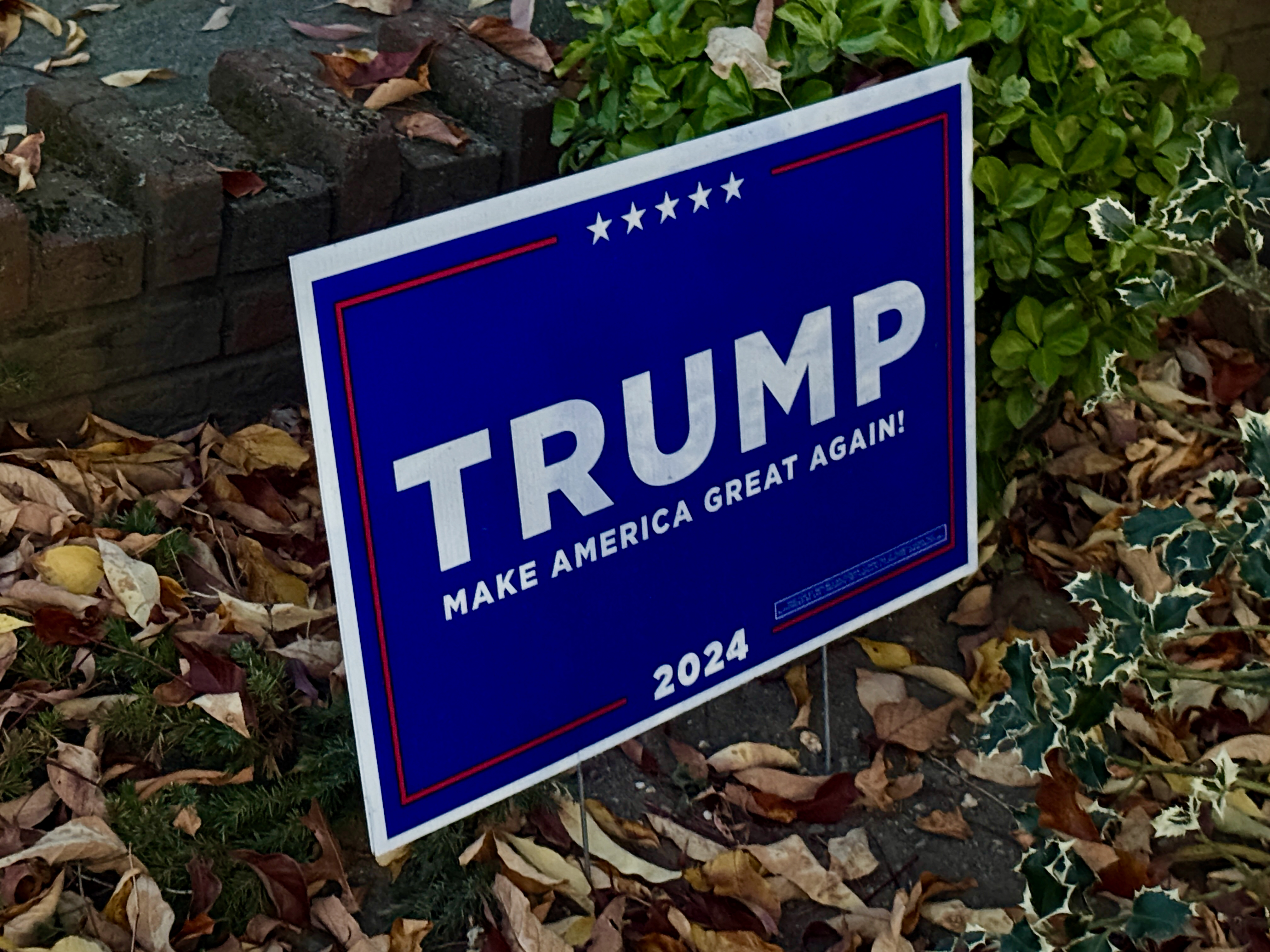
지지자들이 사용한 MAGA 표지판

2011년 12월, 2012년 미국 대통령 선거에서 현직 대통령 버락 오바마에게 도전할 것이라는 추측이 나온 후, 트럼프는 미래에 대선 후보로 출마하는 것을 배제할 의사가 없다고 밝히며 "무엇보다도 우리는 미국을 다시 위대하게 만들어야 하므로 모든 가능성을 열어두어야 한다"고 설명했다. 2011년 12월, 그는 또한 《Making America #1 Again》이라는 비슷한 문구를 부제로 사용하는 책을 출판했는데, 2015년 재판에서는 "Make America Great Again!"으로 변경되었다.
2012년 1월 1일, 트럼프 지지자 그룹은 트럼프가 대선에서 제3당 후보가 되기로 결정했을 경우 그 당의 후보가 될 수 있도록 텍사스 텍사스 주무장관 사무실에 '미국을 다시 위대하게 정당' 설립 서류를 제출했다.
트럼프는, 밋 롬니를 상대로 한 버락 오바마의 재선 승리 다음 날인 2012년 11월 7일부터 이 슬로건을 공식적으로 사용하기 시작했다. 트럼프는 2013년 8월 조너선 칼과의 인터뷰에서 이 슬로건을 사용했다. 트럼프는 'We Will Make America Great'(미국을 다시 위대하게 만들겠습니다)를 고려하기도 하였으나 적절한 울림이 없다고 느껴, 'Make America Great'(미국을 위대하게)를 고려하게 된다. 하지만 그에 따르면, 더 생각해보니 이것은 미국이 한 번도 위대하지 않았다는 것을 암시하는 것이며, 이는 미국에 대한 모욕이라고 느꼈고, 결국 'Make America Great Again'(미국을 다시 위대하게)이라는 문구를 선택하였다. 트럼프는 이미 레이건이 1980년에 사용했던 것과 관련해서는 이 사실을 2015년까지 몰랐다고 주장하였고 이후 "그가 상표를 등록하지 않았다"고 언급했다. 11월 12일, 그는 정치적 목적을 위한 이 슬로건의 독점 사용권을 요청하는 신청서를 미국특허청에 제출했다. 이 슬로건은 트럼프가 2016년 대선 운동을 공식적으로 시작하고 신청서에 명시된 목적을 위해 슬로건을 사용하고 있음을 증명한 후 2015년 7월 14일 서비스 마크로 등록되었다.
그러나 트럼프는 이 문구를 상업적 상표로 등록하지 않았다. 2015년 8월 5일, 라디오 방송인 보비 본즈가 이를 알아채고 상업적 용도로 이 문구를 상표 등록했다. 이틀 후 본즈는 트위터에 트럼프에게 멘션하여 성 유다 어린이 병원에 10만 달러를 기부하면 그의 슬로건 사용권을 다시 넘겨주겠다고 제안했다. 10월 29일, 본즈는 이 트윗에 트럼프 기업으로부터 받은 수표 이미지를 첨부했다. 수표 금액은 공개되지 않았지만 본즈는 트럼프가 "그의 슬로건을 돌려받을 수 있다"고 말했다.
트럼프의 첫 번째 당선 후, 그의 대통령직 인수위원회 웹사이트는 greatagain.gov로 개설되었다. 트럼프는 2017년과 2018년에 그의 2020년 재선 캠페인 슬로건이 'Keep America Great'가 될 것이며 이를 상표 등록하려고 노력했다고 말했다. 그러나 트럼프의 2020년 캠페인은 "Make America Great Again" 슬로건을 계속 사용했다. 트럼프의 부통령 마이크 펜스는 2020년 공화당 전당대회 연설에서 'make America great again, again'이라는 문구를 사용, 트럼프의 첫 임기가 실패했음을 암시하여 조롱을 받았다. 2021년 말, 이 문구는 친트럼프 슈퍼팩의 이름이 되었고, 이 또한 조롱을 받았다. 2020년 행정명령인 〈아름다운 연방 시민 건축물 증진〉은 지지자들과 언론에 의해 'Make Federal Buildings Beautiful Again'이라는 별명이 붙었다.
트럼프가 퇴임한 지 일주일도 채 안 되어, 그는 '애국당' 또는 '미국을 다시 위대하게 당'(MAGA당)으로 명명될 수 있는 제3당을 설립하는 것에 대해 고문들과 이야기를 나눴다. 그는 퇴임 후 첫 며칠 동안 애리조나 주당 위원장인 켈리 워드를 지지했는데, 그녀 역시 MAGA당의 창설을 요구했다. 2021년 1월 말, 전 대통령은 제안된 MAGA 당을 상원 탄핵 재판에서 공화당 상원의원들이 유죄 판결을 내리는 것을 막고, 하원에서 탄핵에 찬성한 공화당 의원들에게 도전자를 내보낼 지렛대로 보았다.
이 문구는 트럼프의 2024년 대선 운동의 공식 슬로건으로 다시 사용되었다. 2023년 6월 3일, 트럼프는 지지자들을 마가도니안(Magadonians)이라고 부르며 소셜 미디어에서 조롱을 불러일으켰다.

### MAGA 모자

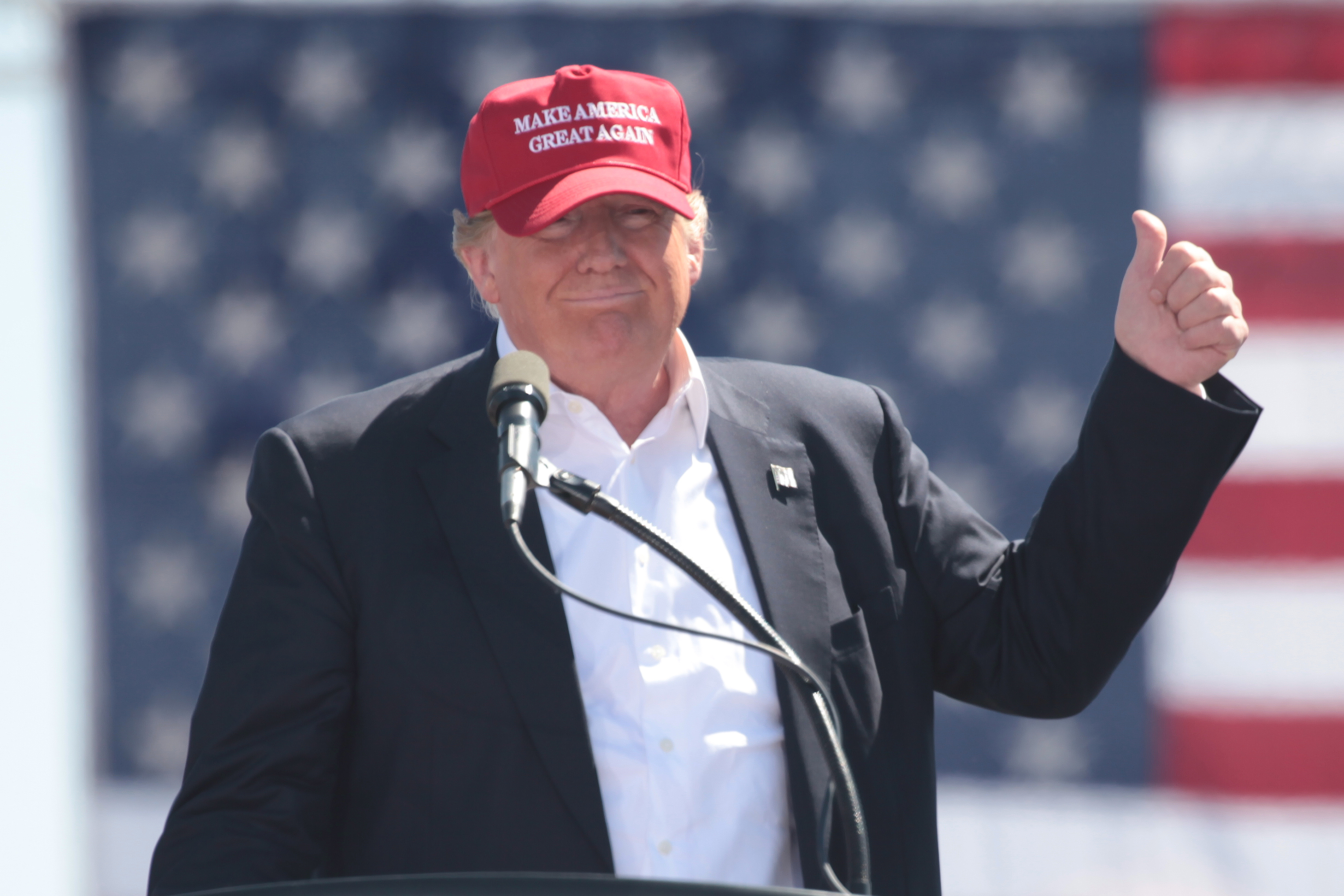
2016년 대선 운동에서 MAGA 모자를 쓰고 있는 트럼프 후보

2016년 캠페인 기간 동안 트럼프는 이 슬로건을 자주 사용했으며, 특히 흰색 글씨로 문구가 새겨진 MAGA 모자를 착용하여 지지자들 사이에서 빠르게 인기를 얻었다. 이 슬로건은 캠페인에 매우 중요하여 한때 웹사이트에서 개당 25달러에 판매되는 모자를 여론 조사, 컨설턴트 또는 텔레비전 광고보다 더 많이 만드는 데 지출했다. 수백만 개가 팔렸고, 트럼프는 위조품이 진짜 모자보다 10배나 많다고 추정했다. 트럼프는 위대한 미국 시대를 남북 전쟁 이후 1870년부터 제1차 세계 대전 이전 1913년까지를 자신의 이상적인 사회로 언급했다. 이 시대는 관세 부과가 심했던 금박 시대를 나타냈다.
이 모자의 빨간 바탕에 흰색 디자인은 트럼프 지지자들 사이에서 단합의 상징으로 큰 성공을 거두었다. 일부 비평가들은 이 모자 사용을 남부연합 전투기와 같은 다른 정치적으로 민감한 상징들과 비교한 반면, 지지자들은 이를 애국심과 정치적 정체성 표현으로 간주한다. 트럼프와 그의 정책과의 연관성 때문에 이 모자는 논란의 대상이 되어왔다. 어떤 사람들은 이를 분열적이거나 도발적인 상징으로 보는 반면, 다른 사람들은 이를 자신들의 정치적 신념을 행사하는 것으로 본다. 2019년 1월, 이 모자는 모자를 쓴 고등학생 그룹과 오마하 부족 지도자 네이선 필립스 간의 공개적인 대치 중에 언론의 주목을 받았다. 이 사건은 처음에는 인종차별적이라는 인식이 있었으나, 이후 공개된 영상은 여러 언론 매체에 의해 상황 재평가로 이어졌다.
2022년 12월 29일, 워싱턴 밴쿠버의 미국 제9연방순회항소법원은 MAGA 모자 착용이 수정헌법 제1조에 따라 보호되는 발언으로 간주된다고 판결했다. 한 전직 교사가 학교 수업에 MAGA 모자를 쓰고 갔다가 학교 직원들로부터 언어적 괴롭힘과 보복을 당했다고 주장했다. MAGA 모자는 때때로 비지지자들에게 공모되기도 했다. 2024년 9월 9·11 테러 추모 행사에서 조 바이든 대통령은 그날의 단합을 강조하기 위해 잠시 모자를 썼다.

### 소셜 미디어 사이트에서의 사용
도널드 트럼프는 캠페인 슬로건을 소셜 미디어(주로 트위터)에 가져와 해시태그 #makeamericagreatagain과 그 약어 #maga를 사용했다. 잦고 비전통적인 소셜 미디어 사용에 대한 비판에 대해 트럼프는 2017년 7월 1일 "내 소셜 미디어 사용은 대통령답지 않다 – 그것은 현대적인 대통령답다. Make America Great Again!"이라고 트윗하며 자신을 변호했다.
2017년 상반기에 트럼프는 트위터에 33번이나 이 슬로건을 게시했다. 블룸버그 뉴스의 기사에서 마크 화이트하우스는 다음과 같이 언급했다. "회귀 분석에 따르면 이 문구는 게시물의 리트윗 및 좋아요 수를 (대략) 51,000개 증가시키는 것으로 나타났는데, 평균 트럼프 트윗이 총 107,000개의 반응을 얻는다는 점을 고려하면 이는 중요하다."
트럼프는 소셜 미디어 덕분에 (부분적으로) 승리했다고 말하며 "나는 2016년 선거에서 인터뷰, 연설, 소셜 미디어를 통해 이겼다"고 밝혔다. RiteTag에 따르면, 트위터에서 #maga의 시간당 추정 통계는 다음과 같다. 고유 트윗 1,304개, 해시태그 노출 5,820,000회, 리트윗 3,424회이며, #maga 트윗의 14%는 이미지를 포함하고, 55%는 링크를 포함하며, 51%는 멘션을 포함한다.

## 인종차별 의혹
2015년 이후 사용된 MAGA 문구는 장전된 문구이자 도그 휘슬로 간주된다. 미국의 소리 기자 마리사 멜턴은 다른 언론인들과 함께 이 문구가 인종차별적 암호화된 언어로 듣는 사람뿐만 아니라 다른 집단들이 더 강력해지면서 지위 상실을 느낀 사람들에게도 어필하기 때문에 장전된 문구라고 설명했다. 사라 처치웰이 설명하듯이, 이 슬로건은 이제 1940년대 초반의 아메리카 퍼스트처럼 '미국의 진정한 모습은 나와 닮은 미국, 다른 인종과 다른 사람들과 희석되기 전에 존재했다고 상상하는 미국의 환상'이라는 생각으로 울려 퍼진다.
- 로빈 애브카리안은 《로스앤젤레스 타임스》 기고에서 다음과 같이 주장했다.
  - 'Make America Great Again' 모자를 쓰는 것이 반드시 노골적인 인종차별 표현은 아니지만, 만약 당신이 그 모자를 쓴다면, 그것은 당신이 멕시코인, 무슬림, 국경 장벽에 대한 트럼프 대통령의 인종차별적 견해를 공유하거나, 존경하거나, 높이 평가한다는 아주 좋은 신호이다.[6]

- 《디트로이트 프리 프레스》와 《로스앤젠네스 타임스》 보도
  - 독자들은 이러한 특징화를 거부하고 슬로건이나 MAGA 모자가 인종차별의 증거라고 믿지 않으며, 오히려 애국적이거나 미국 민족주의적인 관점에서 본다.[53][54]

- 《로스앤젤레스 타임스》 칼럼니스트 니콜라스 골드버그
  - MAGA를 최악의 캠페인 슬로건이자 '환상적인 캠페인 슬로건'이라고 묘사하며 "일반적으로 낙관주의자들에게 어필할 만큼 모호했지만, 쓰리고 불만스러운 유권자들이 마침내 그들이 세상을 지배하던 시절로 돌아가고 있다고 결론 내릴 여지를 충분히 남겼다"고 말했다.[55]

- 배우 브라이언 크랜스턴
  - "그래서 스스로에게 물어보세요. 아프리카계 미국인의 경험에서 미국이 아프리카계 미국인에게 언제 위대했던 적이 있나요? 언제 위대했죠? 만약 다시 위대하게 만든다면, 그들을 포함하지 않는 것입니다."[56]

- 2018년 트위터 텍스트 및 해시태그 네트워크의 텍스트 마이닝 및 의미 네트워크 분석을 사용한 연구에 따르면 '#MakeAmericaGreatAgain' 및 '#MAGA' 해시태그는 백인 우월주의자 및 백인 민족주의자 사용자들에 의해 흔히 사용되었으며, 전 세계 극우주의자들을 위한 '조직적인 담론 공간'으로 사용되었다.[57]

## 파생 슬로건
'Make America Great Again'은 네 단어 슬로건을 기반으로 한 많은 패러디, 농담, 칭찬, 언급, 비판의 대상이 되어왔다.

### 트럼프가 사용한 파생 슬로건
'Keep America Great'는 'Make America Great Again'의 가장 인기 있는 파생 슬로건으로, 트럼프의 2020년 대선 운동에서 공식 슬로건으로 채택되었지만, 종종 "Make America Great Again"과 함께 사용되었다.
트럼프가 2024년 대선 출마를 발표하자, 평론가들은 그가 'Make America Great and Glorious Again'(MAGAGA·미국을 다시 위대하고 영광스럽게)이라는 태그라인을 사용했다고 묘사했다. 이 용어는 트럼프의 재선 시도를 유머러스하게 설명하는 말이 되었고, 많은 언론사들은 'MAGAGA'에 'gag'가 포함되어 있다는 점에서 유머를 언급했다.
2024년 공화당 전당대회에서 일부 사람들은 'Make American Great Again Again'이라는 슬로건이 새겨진 옷을 입기도 하였으며, 2024년 10월에 트럼프는 전 제3당 후보 로버트 F. 케네디 주니어에게 )Make America Healthy Again'(미국을 다시 건강하게)이라는 문구를 사용하여 공중 보건 통제권을 약속했다.
2024년 11월, 개빈 뉴섬 주지사가 다가오는 트럼프 행정부에 맞서 캘리포니아의 진보적 정책을 확보하기 위해 캘리포니아 입법자들을 소집하겠다고 다짐한 후, 트럼프는 'Make California Great Again'(가주를 다시 위대하게)을 소셜 미디어에서 유행시켰다.

#### Make Iran Great Again
'Make Iran Great Again'(이란을 다시 위대하게) 슬로건은 도널드 트럼프 미국 대통령이 이슬람 정권이 이란을 해치고 있다고 특징지으며 이란이 더 강한 국가가 되는 데 도움이 될 대체 정권을 옹호하면서 만들어졌다. 이 슬로건은 이란 반대 단체인 RESTART도 사용했다."

### 반트럼프 파생어·패러디

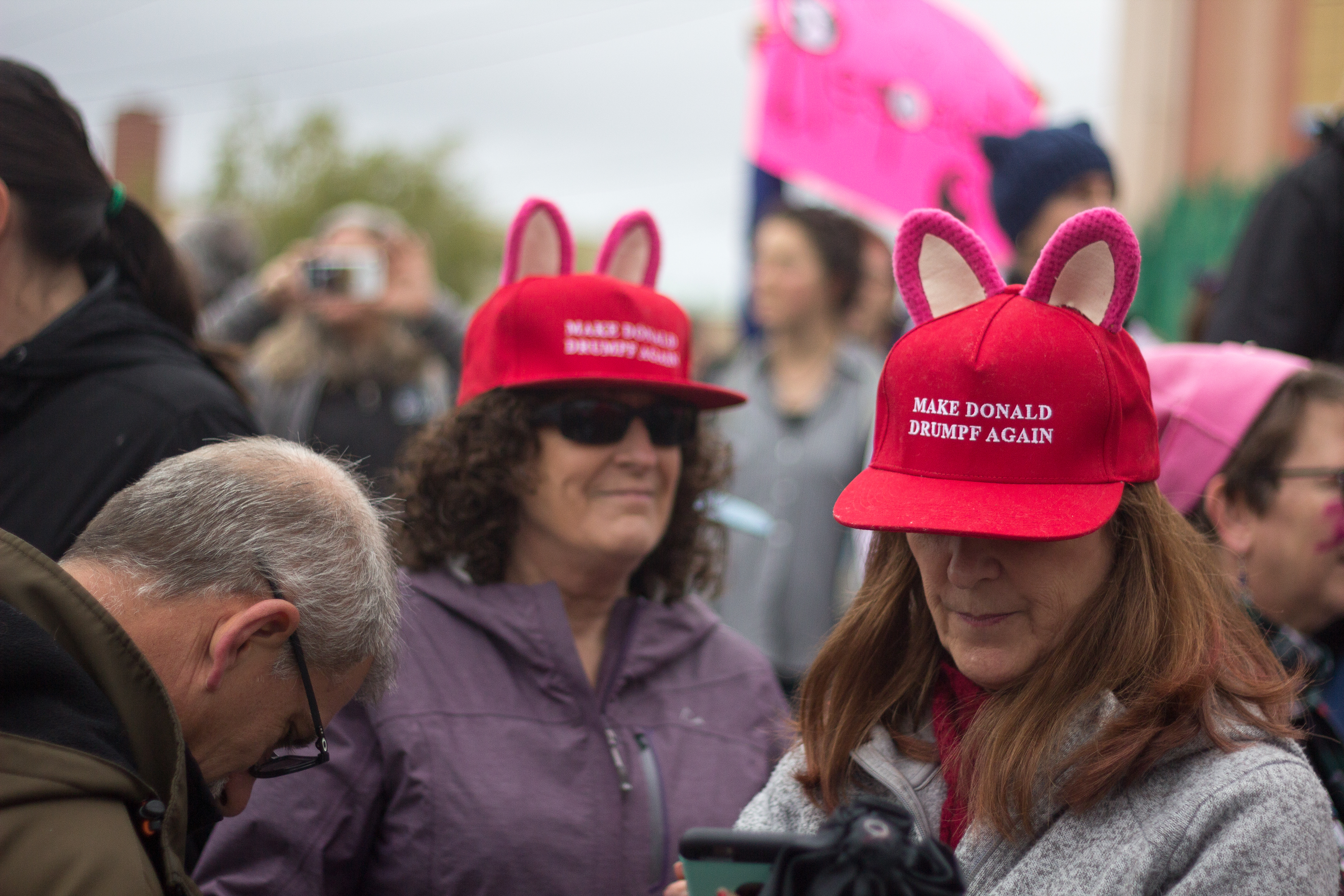
2017년 2017년 여성 행진 중 'Make Donald Drumpf Again' 모자를 쓴 두 여성.

이 문구는 'Make America Mexico Again'(미국을 다시 멕시코로 만들라)과 같은 정치적 발언으로 패러디되기도 했는데, 이는 트럼프의 이민 정책과 미국-멕시코 국경에 대한 비판이자 과달루페 이달고 조약으로 멕시코가 영토의 55%를 미국에 잃은 것에 대한 언급이다.
파생어 'MAGAt'는 도널드 트럼프의 공작원 및 지지자들을 지칭하는 경멸적인 용어로, 이 또한 그가 빌려 사용한 슬로건 MAGA에서 유래한 것이다. 소문자로 'magat'나 'magats'로도 나타나며, 이 용어는 구더기를 뜻하는 'maggot'와 동음이의어이다. 비록 구더기는 곤충학에서는 사용되지 않는 용어이지만, 많은 비전문적인 텍스트에서는 이 용어가 일반적으로 곤충 유충을 의미하며, 특히 시체와 쓰레기에서 발생하여 이를 먹고 미생물 감염을 퍼뜨릴 수 있는 파리 유충을 지칭한다.
트럼프 대통령과 불륜 의혹이 있었던 성인 영화 배우 스토미 대니얼스는 'Make America Horny Again' 스트립 클럽 투어에 참여했다. 이 투어는 트럼프의 2016년 초기 캠페인 경로를 따랐으며, 수익금의 일부는 플랜드페런트후드에 기부되었다.
존 올리버는 자신의 쇼 Last Week Tonight with John Oliver에서 트럼프에 대한 코너에서 슬로건을 패러디하여, 시청자들에게 트럼프 가문의 원래 조상 이름을 언급하며 "'Make Donald Drumpf Again'을 촉구했다. 이 코너는 HBO 시청률 기록을 깨고 8천5백만 뷰를 기록했다.
2017년, 트럼프의 당선이 의회에서 확정된 후, 당시 부통령 조 바이든은 "하느님, 여왕을 구하소서"라고 말하는 것이 들렸고, 이에 히스토리 투데이는 "Make America Great Britain Again"이 될 것이라고 주장했다. 그해 말, 코미디언 지미 키멀은 대통령의 권한을 제한하자는 제안으로 이 문구를 반복했다.
2018년 베이츠 칼리지의 두 교수가 혐오 연구 저널에 발표한 버락 오바마의 버락 오바마 출생의혹 음모론에 대한 에세이는 "Make America Hate Again: Donald Trump and the Birther Conspiracy"라는 제목이었다.

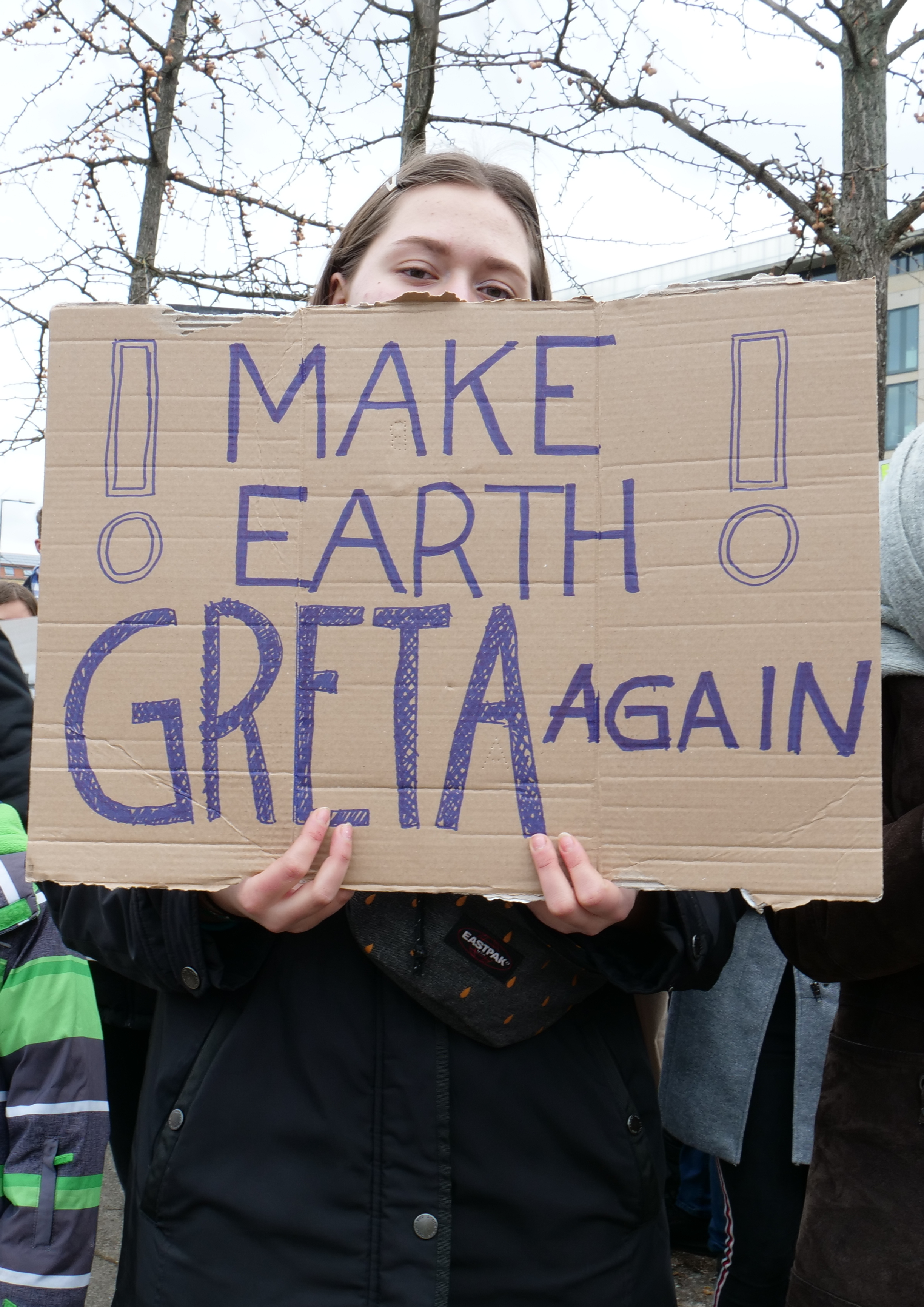
2019년 베를린의 "Make Earth Greta Again" 시위자

이 문구는 일부 환경론자들에게 채택되었다. 2017년 6월, 프랑스 대통령 에마뉘엘 마크롱은 파리 협정 탈퇴에 대해 트럼프를 비난했다. 그가 연설한 마지막 문장은 "우리 행성을 다시 위대하게 만들자"였다. 기후를 위한 학교 파업 운동의 회원들도 환경 운동가 그레타 툰베리를 언급하며 "Make Earth Greta Again"과 같은 슬로건을 자주 사용했다. 2019년, 그랜트 아머와 밀레네 라르손은 Make the World Greta Again이라는 다큐멘터리 영화를 공동 감독했다.
2022년 말, 샌클레멘티 시의회 후보였던 잭슨 힌클이 트위터에 트윗하면서 정치 슬로건 'MAGA 공산주의'가 유행했다. MAGA 공산주의 지지자들은 미국의 노동계급을 지지하는 사람들에게 MAGA 운동의 구성원들과 동맹을 맺을 것을 촉구한다.
하비에르 밀레이 아르헨티나 대통령의 2023년 아르헨티나 대선 운동에서 MAGA 슬로건은 'Make Argentina Great Again'(아르헨티나를 다시 위대하게)으로 각색되었다. 트럼프의 개인적인 친구이자 흠모자인 밀레이는 2023년 11월에 선거에서 승리했으며, 트럼프는 'Make Argentina Great Again'이라는 슬로건과 함께 축하 메시지를 보냈다.
'블루 MAGA'라는 용어는 조 바이든 개인에 대한 맹목적인 충성심, 민주당이 바이든의 2024년 대선 출마 반대를 설명하기 위해 음모론을 사용하는 것, 그리고 바이든에게 좋지 않은 정보나 여론 조사를 무시하는 것을 비판하는 데 사용된다. 이 용어는 바이든 지지자 일부와 트럼프 지지자 사이에 유사성을 시사하려는 목적을 가지고 있다.

### 트럼프의 정치적 경쟁자들의 슬로건 사용
도널드 트럼프가 이 문구를 대중화한 후, 이 문구와 그 변형은 그의 선거 운동과 정책 모두를 언급하는 데 널리 사용되었다. 트럼프의 주요 경쟁자였던 테드 크루즈와 스콧 워커는 연설에서 MAGA를 사용하기 시작했고, 트럼프는 그들에게 중단 편지를 보냈다. 크루즈는 나중에 트럼프가 아이오와 2016년 1월 28일 토론을 보이콧한 것에 대한 대응으로 'Make Trump Debate Again'(트럼프를 다시 토론장으로)이 새겨진 모자를 판매했다. 뉴욕 주지사 앤드루 쿠오모는 2018년 9월 법안 서명식에서 미국이 "결코 그렇게 위대하지 않았다"고 말했다. 전 미국 법무부 장관 에릭 홀더는 2019년 3월, 뉴스 채널 MSNBC와의 인터뷰에서 이 슬로건에 대해 의문을 제기하며 "정확히 언제 미국이 위대하다고 생각했습니까?"라고 물었다. 2018년 9월 1일 존 매케인 추모식에서 그의 딸 메건 매케인은 "존 매케인의 미국은 다시 위대해질 필요가 없다. 왜냐하면 미국은 항상 위대했기 때문"이라고 말했다. 트럼프는 그날 늦게 "MAKE AMERICA GREAT AGAIN!"이라고 트윗했다.
2022년 5월 4일 백악관 연설에서 조 바이든 대통령은 도널드 트럼프 전 대통령의 MAGA 운동을 언급하며 "이 MAGA 무리는 최근 미국 역사상 존재했던 가장 극단적인 정치 조직이다"라고 말했다. 2022년 9월 1일, 그는 백악관에서 '국가의 영혼을 위한 지속적인 전투'에 대한 연설을 도널드 트럼프와 MAGA 공화당원들에 대한 공격으로 바치며 "도널드 트럼프와 MAGA 공화당원들은 우리 공화국의 바로 그 기반을 위협하는 극단주의를 대표한다"며 "MAGA 공화당원들은 선택을 했다. 그들은 분노를 포용한다. 그들은 혼돈 속에서 번성한다. 그들은 진실의 빛이 아니라 거짓의 그림자 속에서 산다"고 말했다.
플로리다 주지사 론 디샌티스가 2024년 미국 대통령 선거 공화당 후보 경선 출마를 발표한 후, 여러 언론사는 그가 'Make America Florida'를 약속했다고 보도했다.
트럼프 대통령 재임 기간과 2020년 선거에서 MAGA의 가장 널리 퍼진 반트럼프 파생어 중 하나는 'Make America Think Again'(미국을 다시 생각하게 만들자)이었으며, 이는 종종 2020년 민주당 예비선거 후보였던 앤드루 양이 선호했던 'Make America Think Harder'(MATH·미국을 더 열심히 생각하게 만들자)와 결합되었다. 이 슬로건은 민주당 정치 집회부터 시위, 소셜 미디어에 이르기까지 수많은 반트럼프 행사에서 발견되었으며, 라이브 사이언스는 'Think Again'을 2017년 최고의 해시태그 중 하나로 언급했다.

### Make America White Again
2016년 이후, 'Make America White Again'이라는 문구는 혐오 집단과 트럼프와 연합하는 정치인들에 의해 사용되었다. 호주 정치 평론가이자 전 자유당 대표 존 휴슨도 이 슬로건을 사용하여 전통적인 정치와 정치인들에 대한 최근의 세계적 운동이 인종차별과 편견에 기반을 두고 있다는 자신의 신념을 언급했다.
| “ | 도널드 트럼프 미 대통령의 인종에 대한 견해는 그의 가끔씩의 '부정', '가짜 뉴스' 주장 및 그의 의미론적 구별에도 불구하고 거의 의심할 여지가 없다. 그의 선거 캠페인 주제는 효과적으로 '미국을 다시 위대하게 만들자; 미국 우선주의'이자 도그 휘슬(dog whistle)인 '미국을 다시 백인으로 만들자'는 약속이었다. | ” |
|   | — 존 휴슨 |   |

신나치주의자 제임스 메이슨은 트럼프의 당선이 자신에게 희망을 주었다고 표현하며 "미국을 다시 위대하게 만들려면, 미국을 다시 백인으로 만들어야 한다"고 언급했다.

### 대중문화에서
MAGA는 광고, 미디어 및 기타 대중문화 매체에서 자주 패러디되었으며, 트럼프에 대한 비교 수준은 전혀 없는 것부터 전 대통령과 그의 이념에 대한 비난까지 다양하다.

#### 광고에서
이 슬로건은 덩크어루에 의해 'Make America Dunk Again'으로 패러디되었고 영화 인투 더 샤크스톰의 태그라인 'Make America Bait Again'으로 패러디되었다.

#### 미술 작품에서
Make Everything Great Again은 리투아니아 빌뉴스에 있는 예술가 민다우가스 보나누의 거리 미술 벽화였다. 신이시여, 이 죽음에 이르는 사랑 속에서 우리를 살아남게 하소서라는 낙서 그림에서 영감을 받아, 도널드 트럼프가 블라디미르 푸틴 러시아 대통령에게 형제적인 키스를 하는 모습을 묘사했다.

#### 패션에서
패션 디자이너 앙드레 소리아노는 'Make America Great Again' 공식 대통령 캠페인 깃발을 사용하여 2017년 그래미 어워드와 같은 할리우드 유명인사들이 레드 카펫에서 입을 MAGA 드레스를 디자인했다.

#### 영화 및 웹 시리즈에서
영화 더 퍼지: 일렉션 이어 (2016)의 태그라인은 'Keep America Great'(이 문구는 트럼프가 나중에 2020년 캠페인 슬로건으로 사용하게 된다)이다. 이 영화의 TV 광고 중 하나는 퍼지를 지지하는 미국인들을 보여주는데, 한 명은 "내 나라 [미국]를 위대하게 유지하기 위해" 그렇게 한다고 말한다. 이 프랜차이즈의 다음 영화인 더 퍼스트 퍼지는 MAGA 모자 모양으로 제목이 스타일링된 포스터로 광고되었다.
더 보이즈 시즌 4에서 "Make America Super Again"이라는 정치 슬로건은 주요 악당인 홈랜더의 주된 구호로 사용되며, 그는 더 보이즈 프랜차이즈의 세계에서 자신만의 1월 6일 쿠데타를 성공적으로 실행한다.

#### 문학에서
작가 옥타비아 버틀러는 1998년 디스토피아 소설 Parable of the Talents에서 독재자 앤드루 스틸 재럿의 대선 캠페인 슬로건으로 "Make America Great Again"을 사용했다.
2011년, 공화당 전 미국 상원 후보였던 크리스틴 오도넬은 2010년 델라웨어 특별선거에서의 자신의 캠페인에 대한 책 <Troublemaker: Let's Do What It Takes to Make America Great Again>을 출판했다.
정치 고문 댄 파이퍼의 두 번째 책은 <Un-Trumping America: A Plan to Make America a Democracy Again>이다.
정치 평론가이자 작가인 피터 바이나트는 2003년 이라크 침공 이후와 테러와의 전쟁 초기 몇 년 동안 신학자 라인홀트 니버의 철학을 바탕으로 2006년에 <The Good Fight: Why Liberals – and Only Liberals – Can Win the War on Terror and Make America Great Again>이라는 책을 출판했다.

#### 음악에서
스눕 독의 두 번째 EP는 Make America Crip Again이며 두 번째 싱글은 "M.A.C.A."이다. 독은 롤링 스톤 잡지에서 "Make America Great Again"이 과거의 한 시대를 지칭하는 것이며, 그 시대는 "항상 나를 분리와 분리로 이끌기 때문에 나는 차라리 미국을 크립으로 만들고 싶다"고 말했다. 그는 "빈곤한 지역의 젊은 흑인 남성들이 사회가 그들을 기본적으로 죽은 채로 내버려뒀기 때문에 지역 사회를 돕고 스스로를 돌보기 위해 조직했던" 시대를 언급했다.
가수 조이 빌라는 2017년 그래미 어워드에 'MAGA' 드레스를 입고 출연한 지 몇 달 만에 "Make America Great Again"이라는 싱글을 발표했다.
호주 헤비메탈 밴드 타이 아트 이즈 머더는 앨범 휴먼 타겟에 "Make America Hate Again"이라는 곡을 녹음했다.

#### 텔레비전에서
스타 트렉: 디스커버리 에피소드 "What's Past Is Prologue"에서 가브리엘 로르카는 한 장면에서 "제국을 다시 영광스럽게 만들겠다"고 맹세한다.
사우스 파크 에피소드 "Where My Country Gone?" (2015)에서 트럼프의 캠페인을 패러디한 캠페인을 벌이는 허버트 개리슨의 지지자들이 슬로건이 새겨진 표지판을 들고 있는 모습이 보인다.

#### 비디오 게임에서
2013년 비디오 게임 메탈 기어 라이징: 리벤전스의 적대자인 암스트롱 상원 의원은 "make America great again"이라는 문구를 사용한다.
울펜슈타인 II: 더 뉴 콜로서스, 나치를 적으로 하는 1인칭 슈팅 비디오 게임은 "Make America Nazi-Free Again"이라는 광고 태그라인을 사용했는데, 일부 사람들은 이를 반트럼프적이라고 반대했지만, 회사 임원은 이 게임이 "2017년 미국에 대한 사회적 비판"이 아니라고 말했다. 스튜디오의 마케팅 및 홍보 담당 부사장인 피터스 하인즈는 게임스인더스트리.비즈에 다음과 같이 인용되었다. "울펜슈타인은 20년 이상 전 첫 출시부터 확실히 반나치 시리즈였다. 우리는 게임의 내용에서 벗어나지 않을 것이다. 나치가 나쁘고 비미국적이라고 말하는 것이 우리에게 무리라고 생각하지 않으며, 여기서 역사의 올바른 편에 서는 것에 대해 걱정하지 않는다."

### 미국 외 지역에서 사용된 유사 슬로건
- 인도네시아 - 2018년 10월 2019년 인도네시아 대통령 선거 운동 기간, 전 야당 지도자 프라보워 수비안토는 'Make Indonesia Great Again'(인도네시아를 다시 위대하게)이라는 문구를 사용했지만, 트럼프를 베꼈다는 사실을 부인했다.[137]

- 스웨덴 - 2019년 5월 2019년 스웨덴 유럽 의회 선거 기간, 스웨덴 기독교민주당은 'Make EU Lagom Again'(유럽 연합을 다시 알맞게)이라는 슬로건을 사용했다.[138][139]

- 스페인 - 극우 정당 VOX는 'Hacer a España grande otra vez', 즉 'Make Spain Great Again'(스페인을 다시 위대하게)이라는 슬로건을 사용했다.[140][141]

- 트리니다드 토바고 - 2020년 트리니다드 토바고 총선 운동 기간 , '예비 트리니다드 토바고 트럼프'라고 비난받았던 야당 지도자 캄라 퍼사드비세사의 통합국민회의는 'Make T&T (Trinidad and Tobago) great again!'(트리니다드 토바고를 다시 위대하게)이라는 문구를 사용했다.[142] 도널드 트럼프가 2024년 미국 대통령 선거에서 승리한 후, 그녀는 트럼프의 승리를 '극좌 이데올로기 홍보자들의 공격을 받아온 보수적 미국 가치와 이상을 회복하려는 노력'이라고 묘사했다.[143]

- 싱가포르 - 'Make 이슌 Great Again'이라는 슬로건이 콘텐츠 제작자들 사이에서 도시 자체가 위험하다는 고정관념에 대한 농담으로 사용되었으며, 이 문구가 새겨진 모자도 판매되었다.[144] 마찬가지로 싱가포르의 정당인 인민권력당은 2025년 싱가포르 총선 캠페인 및 당 강령에서 'Make Singapore Home Again'이라는 슬로건의 변형을 사용했다.[145]

- 오스트레일리아 - 우익 포퓰리즘 정당인 파머 통합당은 2019년과 2022년 오스트레일리아 의회 선거에서 'Make Australia Great'(오스트레일리아를 위대하게)와 'Make Australia Great Again'(오스트레일리아를 다시 위대하게)이라는 슬로건을 사용했다.[146][147]

- 이스라엘 - 이스라엘 극우주의가 MIGA라는 약어와 함께 'Make Israel Great Again'(이스라엘을 다시 위대하게)이라는 유사한 표현을 사용했다.[148]

- 몽골 - 할트마깅 바톨가 대통령이 2017년 선거 운동의 슬로건으로 'Монгол Ялна'(몽골이 이길 것이다)를 사용했으며, 이의 약어인 'Мояа'(모야)가 파생어로 사용되었다.[149]

- 유럽 연합 - 2024년 헝가리 유럽 연합 이사회 의장국은 'Make Europe Great Again'(유럽을 다시 위대하게)이라는 모토를 사용했다.[150][151][152]

- 필리핀 - 이스코 모레노가 2025년 마닐라 지방 선거 시장 선거 운동에서 'Make Manila Great Again'(마닐라를 다시 위대하게)이라는 슬로건을 사용했다.

- 독일 - 2025년 1월, 독일을 위한 대안의 2025년 독일 연방의회 선거 운동 집회에서 일론 머스크는 영상 통화를 통해 연설하며 당에 대한 이전 지지를 재차 강조했다. 짧은 연설 후, 다가오는 선거에서 당의 주요 후보인 알리스 바이델은 머스크에게 감사하며 'Make Germany great again'(독일을 다시 위대하게)이라는 파생 표현을 사용했다.[153]

- 인도 - 2025년 2월, 나렌드라 모디 총리는 도널드 트럼프를 백악관에서 만난 네 번째 세계 지도자가 되었다. 회의에서 모디 총리는 MAGA 운동을 칭찬하며 "미국에서 빌려온 표현으로, 개발된 인도에 대한 우리의 비전은 'Make India Great Again', 즉 MIGA이다. 미국과 인도가 함께 일할 때, MAGA와 MIGA가 합쳐지면 메가(mega)가 되는데, 이는 번영을 위한 메가 파트너십이다"라고 말했다.[154]

- 대한민국 - 트럼프 2기 행정부 관세 협상에서 조선업 분야에서의 협력을 강조하기 위해 마스가(MASGA·Make American Shipbuilding Great Again, 미국 조선업을 다시 위대하게)라는 구호를 만들었다.[155]

- 2025년 4월, 〈How America could end up making China great again〉(미국, 어떻게 중국을 다시 위대하게 만들 수 있을까) 제하의 《디 이코노미스트》의 머릿기사는 트럼프 2기 행정부 관세가 중국에 미칠 영향을 소개했다.[156]